# 15 березня
15 березня — 74-й день року (75-й у високосні роки) в григоріанському календарі. До кінця року залишається 291 день.

## Свята і пам'ятні дні

### Міжнародні
- ООН: Всесвітній день захисту прав споживачів
- Всесвітній день промов
- День Брута або День проти зради
- Міжнародний день боротьби з поліцейською жорстокістю
- Міжнародний день захисту дитинчат тюленів

### Національні
- Україна: День Карпатської України
- Білорусь: День Конституції
- Угорщина: День початку революції та визвольної боротьби
- Ліберія: День Робертса
- Палау: День молоді
- США: День любителів арахісу

## Іменини
✙ Православні: Агапій, Олександр.
✝  Католицькі: Климент, Людовик

## Події

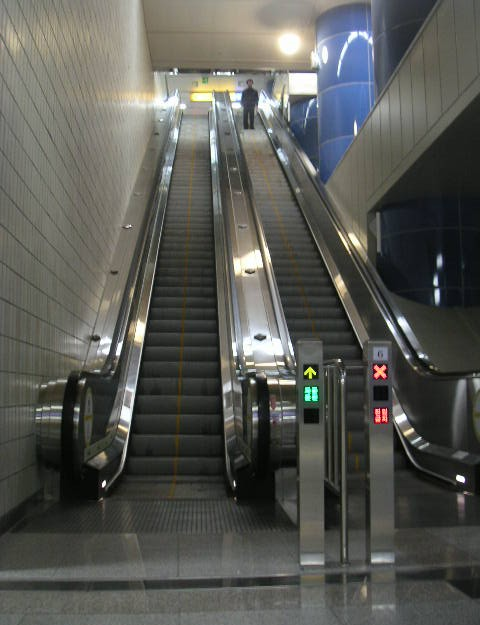
Ескалатор

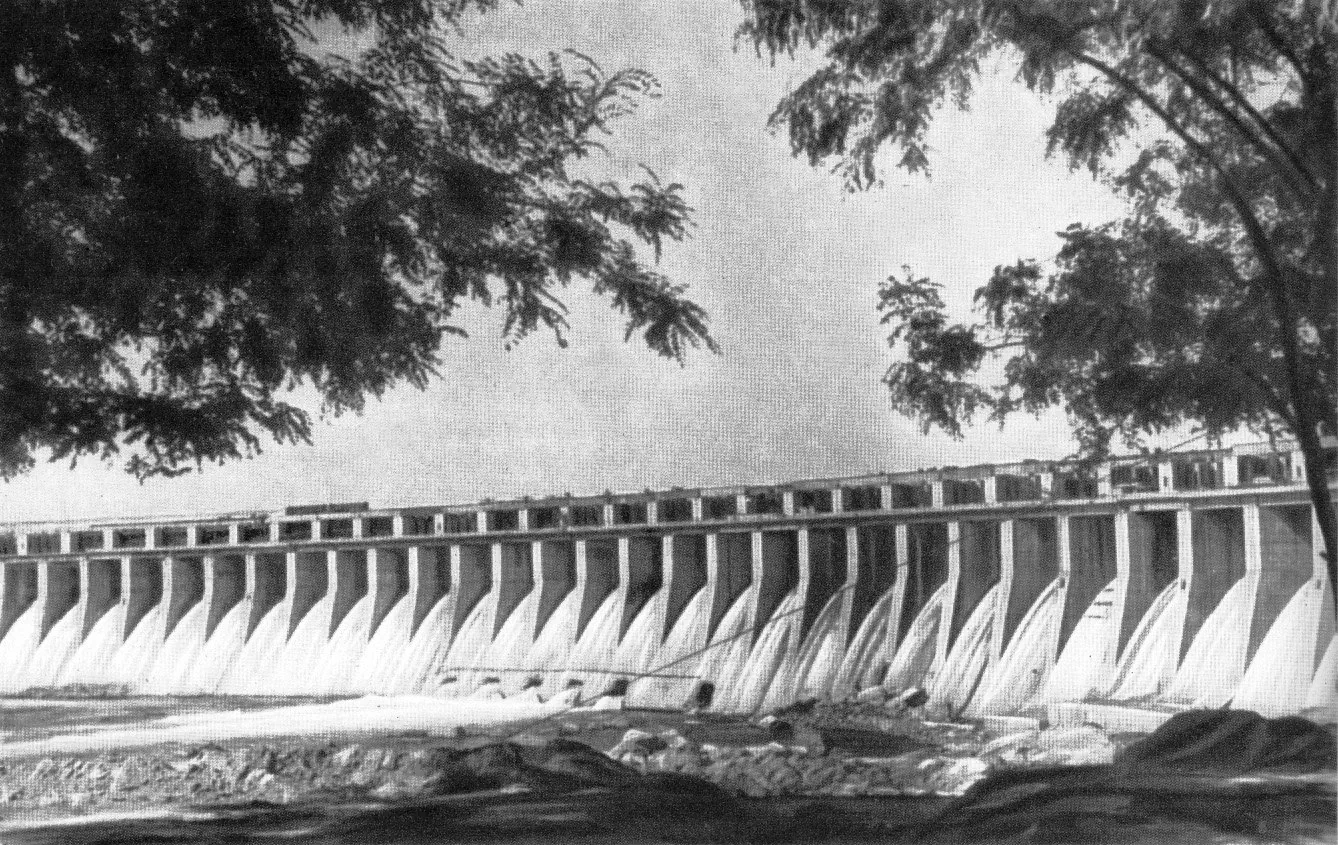
ДніпроГЕС

- 44 до н. е. — змовники під час засідання сенату вбили римського консула Юлія Цезаря.
- 1493 — два з трьох кораблів першої експедиції Колумба повернулися в Іспанію, привізши в Європу перших індіанців.
- 1603 — французький дослідник Самуель де Шамплан вирушив у свою першу експедицію до Канади.
- 1820 — Мен став 23-м штатом США.
- 1848 — початок Угорської революції за децентралізацію Австрійської імперії, демократизацію і мадяризацію.
- 1867 — австрійці й угорці домовилися про перетворення Австрії на дуалістичну державу Австро-Угорщина.
- 1892 — Джессі В. Рено запатентував «нескінченний ліфт». У 1896 році він же встановив перший робочий ескалатор у Коні-Айленд (Бруклін, Нью-Йорк).
- 1906 — зареєстрована компанія «Роллс-Ройс».
- 1917 — у Росії сформований Тимчасовий уряд, Микола II відрікся від престолу.
- 1919 — французи ввели облоговий стан в Одесі.
- 1919 — більшовики націоналізували театри України.
- 1923 — конференція послів держав Антанти визнала суверенітет Польщі над Віленським краєм та Східною Галичиною.
- 1927 — почалося будівництво Дніпрогесу.
- 1932 — задля спроби «експорту комуністичної революції» до Польщі було створено Польський національний район імені Фелікса Дзержинського.
- 1937 — у Чикаго відкрився один із перших банків донорської крові.
- 1938 — у Саудівській Аравії розпочали перші пошуки нафти.
- 1939 — Відбулося перше засідання українського сойму в Хусті, на якому Карпатська Україна проголосила свою незалежність. Того ж дня Угорщина розпочала наступ на Карпатську Україну[2].
- 1944 — було офіційно прийнято гімн СРСР, який замінив собою «Інтернаціонал».
- 1945 — радянські війська розпочали Верхньо-Сілезьку операцію.
- 1951 — Іран націоналізував свою нафтову промисловість.
- 1962 — американський президент Джон Кеннеді ввів «Білль про права споживача». Тепер — Всесвітній день захисту прав споживача.
- 1964 — відбулося весілля Елізабет Тейлор й Річарда Бартона.
- 1989 — ЦК КПРС почав розслідування «справи Єльцина» у зв'язку з його закликами до багатопартійності.
- 1990 — Горбачов склав присягу президента СРСР, першого і єдиного за всю історію країни.
- 1990 — вперше встановлені офіційні зв'язки між Ватиканом і СРСР.
- 1990 — Іракська влада стратила журналіста британського видання «Observer» в Іраку[3]
- 1991 — вступив у силу Договір про остаточне врегулювання щодо Німеччини, юридично завершивши процес возз’єднання Німеччини.
- 1994 — прийнята Конституція Республіки Білорусь.
- 1996 — південноафриканський стрибун із жердиною Оккерт Бритс став другою в історії людиною після Сергія Бубки, яка стрибнула вище 6 метрів.
- 1998 — в Іспанії сформований найбільший у світі оркестр барабанщиків — із 1700 музикантів.
- 2006 — створено Раду ООН з прав людини.
- 2011 — заворушеннями в Дамаску та Алеппо почалася громадянська війна в Сирії.
- 2015 — щонайменше у 80-ти містах Бразилії, вийшли на вулиці 1,5 мільйони демонстрантів, вимагаючи відставки уряду країни та чинного президента Ділми Русеф. Демонстранти навіть вимагали прямого втручання армії, аби відсторонити від влади «Робочу партію», яка править країною близько 12-ти років[4][5].
- 2018 — В американському штаті Флорида поряд з кампусом Міжнародного університету Флориди в Маямі обрушився пішохідний міст на автомагістраль, 4 загиблих і 10 постраждалих.[6][7]
- 2019 — у місті Крайстчерч озброєний чоловік вбив у мечетях 51 людину і поранив ще 40.
- 2022 — через тривалу економічну кризу на Шрі-Ланці почалися масові протести.

## Народились
Див. також: Категорія:Народились 15 березня
- 1614 — Франциск Сільвій, лікар, фізіолог, анатом і хімік, засновник ятрохімічної школи медицини.
- 1767 — Ендрю Джексон, 7-й президент США (1829–1837).
- 1813 — Джон Сноу, британський лікар, один з перших вивчав дозу ефіру та хлороформу при операціях, проводив анестезію королеві Вікторії, один із засновників епідеміології.
- 1830 — Пауль Гейзе, німецький письменник, Нобелівський лауреат з літератури («Діти століття», «У раю»).
- 1854 — Еміль фон Берінг, німецький бактеріолог, розробник протиправцевої сироватки, перший Нобелівський лауреат у сфері медицини.
- 1886 — Володимир Фаворський, художник, творець російської ксилографії.
- 1891 — Григорій Нестор, український неверифікований довгожитель, можливо найстарша у світі людина.
- 1930 — Жорес Алфьоров, російський фізик, нобелівський лауреат 2000 року.
- 1932 — Алан Лаверн Бін, колишній астронавт НАСА, четверта людина, що ступила на поверхню Місяця (Аполлон-12, 1972).
- 1932 — Єжи Гофман, польський кінорежисер і сценарист.
- 1933 — Рут Бейдер Гінзбург, американська правниця, суддя Верховного суду США, авторка ряду ключових прецедентів у справах стосовно дискримінації за статтю.
- 1947 — Леонід Ковальчук, український вчений у галузі хірургії, педагог, громадський діяч.
- 1967 — Наоко Такеуті, японська манґака.
- 1968 — Сабріна Салерно, італійська поп-співачка. Хіт «Boys» перетворив її на один із секс-символів та королеву італодиско в СРСР.
- 1979 — Джеймс Бовен, англійський письменник та вуличний музикант. Автор бестселера «Вуличний кіт на ім'я Боб».

## Померли
Див. також: Категорія:Померли 15 березня

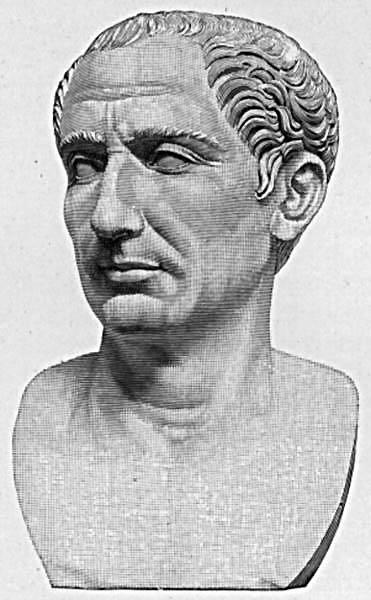
Цезар

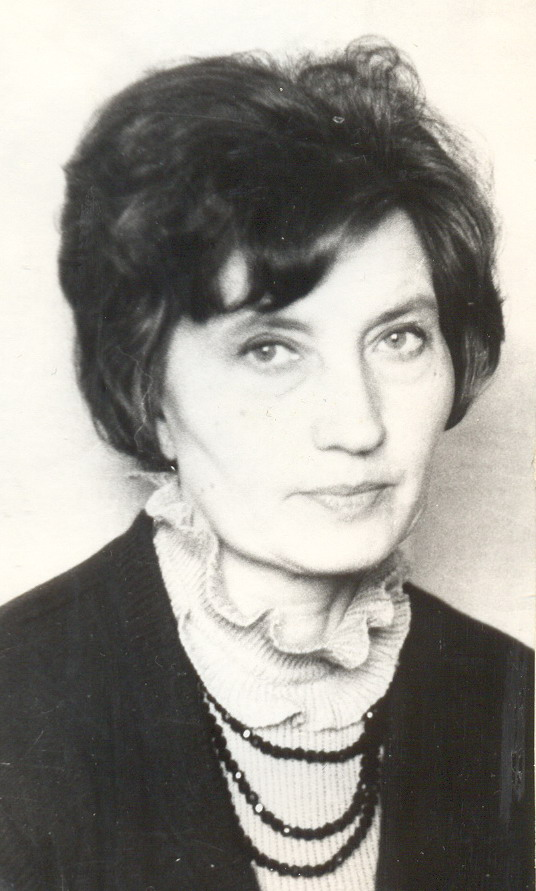
Галина Гаркавенко

- 44 до н. е. — Гай Юлій Цезар, (Gaius Julius Caesar), давньоримський політичний, державний та військовий діяч, диктатор Риму.
- 1723 — Йоганн Хрістіан Ґюнтер, німецький поет.
- 1842 — Луїджі Керубіні, італійський композитор і музичний теоретик.
- 1891 — Джозеф Базалгетт (Joseph William Bazalgette), британський інженер, творець дренажної системи Лондона.
- 1934 — Девідсон Блек, канадський палеонтолог, що відкрив останки синантропа.
- 1936 — Джон Скотт Голдейн, шотландський фізіолог.
- 1937 — Говард Лавкрафт, американський письменник..
- 1947 — Жан-Рішар Блок, французький письменник і суспільний діяч.
- 1958 — Ван Чжунхуей, китайський дипломат та правник.
- 1959 — Лестер Янг, американський джазовий саксофоніст.
- 1961 — Акіба Рубінштейн, польський шахіст.
- 1962 — Артур Комптон, американський фізик, лауреат Нобелівської премії у фізиці 1927 року.
- 1970 — Тар'єй Весос, норвезький письменник.
- 1970 — Артюр Адамов, французький прозаїк і драматург, один із головних представників театру абсурду.
- 1975 — Аристотель Онассіс грецький підприємець.
- 1996 — Вольфганг Кеппен, німецький письменник.
- 1997 — Віктор Вазарелі, французький митець, що народився в Угорщині, один із засновників оп-арту.
- 1998 — Бенджамін Спок, американський лікар-педіатр, автор популярних книг по догляду за дитиною.
- 2008 — Галина Гаркавенко, українська художниця-графік.
- 2011 — Натаніель Двейн Гейл, американський репер, актор. Більш відомий як Nate Dogg.
- 2014 — Решат Аметов, кримський татарин, перший громадянин України, вбитий унаслідок російської агресії.